# Бурая короткошипая акула
Бурая короткошипая акула (лат. Centrophorus granulosus) — вид хрящевых рыб рода короткошипых акул одноимённого семейства отряда катранообразных. Это довольно распространённые акулы, которые встречаются в тропических и умеренных водах Атлантического, Индийского и Тихого океанов на глубине свыше 200 м. Размножаются яйцеживорождением. Основу рациона составляют костистые рыбы. Максимальная длина 160 см.

## Таксономия
Впервые вид описан в 1801 году. Голотип, вероятно, утрачен. Родовое название происходит от слов греч. κεντρωτός — «утыканный шипами» и греч. φορούν — «носить», а видовое от слова лат. granulosa — «зерно».
Видовая идентификация бурых короткошипых акул, встречающихся вне Средиземного моря, требует дополнительной проверки, поскольку этот вид очень похож на Centrophorus niaukang, португальских короткошипых акул, австралийских короткошипых акул, Centrophorus tessellatus, Centrophorus atromarginatus и, вероятно, ещё неописанные виды короткошипых акул. Номинально в Средиземном море обитают два вида короткошипых акул — бурая и ржавая. Некоторые авторы считают их отдельными видами, но большинство рассматривают их как синонимы. Традиционно принято идентифицировать в Северной Атлантике две формы, которые обозначают как бурая и ржавая короткошипая акулы. Там эти виды имеют существенные отличия в репродуктивной биологии, достигая половой зрелости при разной длине, кроме того, отличаются размеры яиц. Бурая короткошипая акула или очень схожий с ней вид встречается в водах Тайваня, однако, таксономического сравнения с атлантическим материалом не проводилось.

## Ареал
Бурые короткошипые акулы встречаются повсеместно в тропических и умеренных водах. Однако до сих пор существует значительная таксономическая путаница, затрудняющая точное определение ареала. В северо-восточной Атлантике они обитают у берегов Франции, Испании, Португалии и Мадейры; в Средиземном море — Албании, Алжира, Франции, Греции, Италии, Марокко, Испании, Туниса и Турции; у западного побережья Африки — Канарских островов, Марокко, республики Сахара, Сенегала, Либерии, Кот-д’Ивуар, Нигерии, Камеруна и Конго; у побережья субэкваториальной Африки — Анголы, Намибии, ЮАР, Мозамбика, Мадагаскара, островов Альдабра; в Индийском океане — у берегов Йемена, Сомали (Аденский залив), номинально Индии (частично данные относятся к Centrophorus atromarginatu); вероятно, в умеренных водах Австралии (возможна путаница с ржавой короткошипой акулой); в Тихом океане — Японии и Тайваня, возможно Гавайских островов; в западной Атлантике — в Мексиканском заливе, Карибском бассейне и у берегов Бразилии.
Они держатся на континентальном шельфе и в верхней части материкового склона на глубине от 100 до 1490 м, в основном между 300 и 800 м. Иногда эти акулы образуют скопления на границах подводных каньонов.

## Описание
У бурых короткошипых акул удлинённое тело и рыло. Расстояние от кончика параболического рыла до рта равно или больше ширины рта, но короче расстояния от рта до основания грудных плавников. Анальный плавник отсутствует. Глаза очень крупные. Позади глаз имеются брызгальца. У фронтального основания спинных плавников имеются крупные шипы. Заострённые зубы имеют форму лезвий. Нижние зубы намного крупнее верхних. Тело покрывают плакоидные ромбовидные высокие чешуи. По бокам чешуи не перекрывают друг друга, придавая коже акулы характерный «зернистый» вид (отсюда и видовое название). Каудальный свободный конец грудных плавников узкий и удлинённый, он длиннее основания.
Первый спинной плавник короткий и низкий. Второй спинной плавник примерно равен с ним по высоте. Длина его основания составляет 3/4 от длины основания первого спинного плавника. Расстояние между основаниями спинных плавников у взрослых приблизительно равно дистанции между кончиком рыла и началом основания грудных плавников. Хвостовой плавник асимметричен, нижняя лопасть развита слабо. Латеральные кили и прекаудальная выемка на хвостовом стебле отсутствуют. У края верхней лопасти хвостового плавника имеется вентральная выемка.
Максимальная зарегистрированная длина составляет 160 см.

## Биология
Бурые короткошипые акулы размножаются яйцеживорождением. Эмбрионы питаются исключительно желтком. Самки достигают половой зрелости в возрасте от 12 до 16 лет при длине 89—102 см, а самцы 7—8 лет при длине 79—85 см. По другим данным половая зрелость у самцов и самок наступает в возрасте 4—5 лет, при длине 70—80 см и 70—95 см, соответственно. Длина новорожденных составляет от 36 до 40 см. Продолжительность жизни свыше 30 лет. В помёте 1 детёныш. Вероятно, это один из самых медленно размножающихся видов акул. Продолжительность беременности около двух лет, между беременностями существует период отдыха.
Рацион бурых короткошипых акул состоит из костистых рыб и головоногих, а также донных и мезопелагических беспозвоночных. Вероятно, эти акулы поедают падаль.

## Взаимодействие с человеком
Бурые короткошипые акулы не представляют опасности для человека. Подобно прочим глубоководным акулам со схожим жизненным циклом они чувствительны к перелову. В качестве прилова они попадают в коммерческие донные ярусы, тралы и жаберные сети. Мясо используют в пищу в вяленом и копчёном виде, отходы перерабатывают в рыбную муку. Ценится печень, богатая скваленом. Международный союз охраны природы присвоил этому виду статус «Уязвимый».